# Colobosaura
Colobosaura — рід ящірок родини гімнофтальмових (Gymnophthalmidae). Представники цього роду мешкають в Південній Америці.

## Види
Рід Colobosaura нараховує 2 види:
- Colobosaura kraepelini (Werner, 1910)
- Colobosaura modesta (J.T. Reinhardt & Lütken, 1862)

## Етимологія
Наукова назва роду Colobosaura походить від сполучення слів дав.-гр. κολοβος — покалічений, позбавлений чогось і σαυρος — ящірка.